# عبد الرحمن الهاجري
عبد الرحمن فطيس الهاجري، لاعب كرة قدم سعودي، يلعب في الظهير الأيسر في نادي الوحدة.

## مسيرة اللاعب
مثل نادي النصر في الفئات السنية و لعب بعدها مع نادي السلمية ونادي نجران ونادي الوحدة.

## روابط خارجية
- عبد الرحمن الهاجري على موقع Soccerway.com (الإنجليزية)